# Pleun van der Pijl
Pleun van der Pijl (* 11. Januar 2003) ist eine niederländische Volleyballnationalspielerin.

## Karriere
Van der Pijl begann ihre Karriere 2018 beim Talentteam Papendal. 2022 ging die Außenangreiferin zum Erstligisten VC Sneek. Mit dem Verein gewann sie 2023 und 2024 die niederländische Meisterschaft. 2024 wechselte sie zum italienischen Erstligisten UYBA Volley Busto Arsizio. 2025 wurde die niederländische Nationalspielerin vom deutschen Bundesligisten 1. VC Wiesbaden verpflichtet.